# Dorcadion semilineatum
Dorcadion semilineatum là một loài bọ cánh cứng trong họ Cerambycidae.